# Silvija Hinzmann
Silvija Hinzmann (Čakovec, 28. ožujka 1956.), njemačka književnica, prevoditeljica i tumačica hrvatskog porijekla.

## Životopis
Osnovnu školu pohađa u Daruvaru i Dežanovcu. Od 1970. živi u Stuttgartu, Njemačka. Nakon školovanja tajnica u raznim tvrtkama, a početkom 80-ih godina počinje počasnim radom kao prevoditeljica i tumačica za socijalne službe i ustanove, škole, bolnice itd. Godine 1993. polaže državni ispit i osniva prevodilački ured. 
Članica njemačke udruge literarnih prevoditelja (VdÜ), Savezne udruge njemačkih prevoditelja (BDÜ) i Udruge sudskih tumača i prevoditelja s prisegom u pokrajini Baden-Württemberg (VVU).
Literarni previjevodi:
"Geraubte Kindheit"/Ukradeno djetinjstvo/ Ivan Ott, Hess Verlag, izlazi tijekom 2007. 
"Erlebnisse des Don Simeon"/Doživljaji don Šime/ Ivan Ott, Udruga građana, Biblioteka Sapho, Rijeka 2005. 
"Katzengeschichten"/Mačje priče/, Ivan Ott, Udruga građana, Biblioteka Sapho, Rijeka 2005.
Autorica:
Piše pretežno na njemačkom. Autorica je niza kratih kriminalističkih priča, koje su objavljene u raznim njemačkim antologijama.
Članica udruge njemačkih kriminalističkih autora "Syndikat", međunarodne udruge kriminalističkih spisateljica "Mörderische Schwestern" /"Ubojite sestre"/ i dr.
Svoj prvi kriminalistički roman "Die Farbe des Himmels" ("Boja neba") napisala zajedno s autoricom Britt Reissmann (Emons Verlag] Köln, 2005.) 
Trenutno radi na svom drugom romanu.
Antologičarka:
Zajedno s autoricom Ruth Borcherding-Witzke priprema zbirke kriminalističkih kratkih priča za seriju "Tatort Ost" ("Mjesto zločina Istok") kod istočnonjemačkog izdavača Mitteldeutscher Verlag Halle. 
1. "Mördorrisch legger" Kulinarische Kurzkrimis aus Sachsen ("Ubojito slasno"  kulinarski kratki krimići iz Saksonije), MDV, izašla u ožujku 2006.
2. "Mord zwischen Klueß und Knölla, Hütes und Hebes" Kulinarische Kurzkrimis aus Thüringen, (kulinarski kratki krimići iz Tirinške), izašla u ožujku 2007.
3. "Tödliches von Haff und Hering" - Kulinarische Kurzkrimis von der Ostsee (kulinarski kratki krimići s Istočnog mora, MDV, izlazi u ožujku 2008.

Literarna antologija zajedno s Alidom Bremer i Dagmar Schruf:
1. "Südliche Luft - 20 Liebeserklärungen an Kroatien" ("Južni zrak - 20 izjava ljubavi Hrvatskoj"), Ullstein/List Verlag, izlazi u ožujku 2008. Knjiga će biti predstavljena na Sajmu knjiga u Leipzigu.